# Ignacio Allende, Huixquilucan
Ignacio Allende är en ort i Mexiko, tillhörande kommunen Huixquilucan i delstaten Mexiko. Ignacio Allende ligger i den centrala delen av landet och tillhör Mexico Citys storstadsområde. Orten hade 2 525 invånare vid folkmätningen 2010. Orten är namngiven efter Ignacio Allende.